# Gelechioidea
Gelechioidea (derivado de Gelechia, significando "aderido ao chão") trata-se de uma superfamília de mariposas da ordem de insetos Lepidoptera, cujas larvas carregam casulos, como diversas traças bem conhecidas. O adultos exibem um formato recurvado ou inclinado característico. Em suma, trata-se de uma grande e pouco compreendida superfamília de Microlepidoptera (um agrupamento informal de famílias de pequenas mariposas), sendo das mais basais dentro das linhagens de Ditrysia.
A composição de famílias varia de acordo com os autores consultados, pois muitos consideram o agrupamento como um "saco de gatos" de mariposas com características convergentes. Tradicionalmente, incluem-se 21 famílias, mas alguns resultados de filogenia molecular sugerem que 16 famílias inclusas seria mais contundente. A maior destas, tanto em número de espécies quanto em importância econômica, seria Gelechiidae , com cerca de 500 gêneros.